# Нерстранд (Минесота)
Нерстранд (енгл. Nerstrand) град је у америчкој савезној држави Минесота.

## Демографија
По попису из 2010. године број становника је 295, што је 62 (26,6%) становника више него 2000. године.
| Група             | 2000.       | 2010.       |
| Белци             | 224 (96,1%) | 282 (95,6%) |
| Афроамериканци    | 0 (0,0%)    | 0 (0,0%)    |
| Азијати           | 1 (0,4%)    | 2 (0,7%)    |
| Хиспаноамериканци | 4 (1,7%)    | 9 (3,1%)    |
| Укупно            | 233         | 295         |